# Арпатли Енвер Алійович
Арпатли́ Енве́р Алі́йович (крим. Enver Ali oğlu Arpatli, нар. 25 червня 1980, Бекабад, СРСР) — український кримськотатарський політик, приватний підприємець та меценат, голова Алуштинського регіонального меджлісу (з 2012 року).

## Життєпис
Енвер Арпатли народився в узбецькому Бекабаді в сім'ї підприємця та музпрацівника. З 1998 по 2000 рік проходив службу в рядах Збройних Сил України. Закінчив заочне відділення Кримського юридичного інституту Національного юридичного університету імені Ярослава Мудрого. Був заступником голови Алуштинського регіонального меджлісу кримськотатарського народу.
30 червня 2012 року на регіональній конференції кримських татар Алуштинського району Енвера Арпатли було обрано Головою Алуштинського регіонального меджлісу. За результатами таємного рейтингового голосування він випередив іншого кандидата — Ернеста Сейдаметова.
У травні-червні 2013 року Арпатли опинився у епіцентрі скандалу через звинувачення у побитті депутата Корбекської сільської ради Мустафи Девлетова, що був його головним конкурентом на виборах. За словами останнього Енвер тричі вдарив його алюмінієвою битою. Сам Арпатли усі звинувачення заперечив та сказав, що буде звертатися до суду, аби довести власну честь та гідність. Розслідуванням інциденту особисто зайнявся Мустафа Джемілєв.
Під час виборів Голови Меджлісу в листопаді 2013 році підтримував кандидатуру Ремзі Ільясова. Під час Кримської кризи 2014 року брав участь у мітингах за збереження територіальної цілісності України.